# Tofiq Bahramov
Tofik Bəhramoğlu Bahramov - em russo, Тофик Бахрам оглы Бахрамов e em azeri, Tofiq Bəhram oğlu Bəhramov (Bacu, 29 de janeiro de 1925 – Bacu, 26 de março de 1993) foi um árbitro de futebol, assistente de arbitragem e futebolista azeri.

## Carreira como atleta
Bahramov (ou Bakhramov, na forma romanizada) tentou carreira como jogador de futebol no Neftçi Baku, após jogar no Spartak, também da capital azeri. Uma lesão grave na perna inviabilizou suas pretensões de atuar profissionalmente, porém não deixou os gramados, passando a trabalhar como árbitro em 1951 e apitando jogos do Campeonato Soviético.

## Trajetória como árbitro e assistente
Depois de conseguir a filiação à FIFA em 1964, Bahramov foi selecionado para trabalhar na Copa de 1966, realizada na Inglaterra. sendo o bandeirinha no jogo de abertura, entre a seleção anfitriã e o Uruguai, que terminou empatado em 0 a 0, e apitou Espanha e Suíça (vitória da Fúria por 2 a 1), também na primeira fase. Porém, seria na final da competição que Bahramov ficou famoso.
Após Geoff Hurst chutar para o gol, a bola bateu na trave e no gramado antes de ser afastada pela zaga da Alemanha Ocidental. Os jogadores ingleses ensaiam uma comemoração, enquanto o árbitro suíço Gottfried Dienst ficou indeciso se validaria o gol ou não. Após conversar por alguns segundos com Bahramov, Dienst confirmou o terceiro gol inglês (que ficou conhecido por "Wembley-Tor", o mais famoso gol fantasma na história do futebol). Com isso, Bahramov tornou-se uma celebridade na Grã-Bretanha, sendo inclusive homenageado em partidas da Seleção Inglesa agradecendo a ele pelo gol que deu o único título mundial ao English Team. Os alemães também "homenagearam" Bahramov, que passou a ser chamado de "bandeirinha russo" (embora fosse azeri de nascimento). Na Copa de 1970, apitou a partida entre Peru e Marrocos.
Em 1972, foi o árbitro da final da Copa da UEFA entre Wolverhampton Wanderers e Tottenham Hotspur. Depois de sua aposentadoria, trabalhou como secretário da Associação de Federações de Futebol do Azerbaijão até sua morte, em 26 de março de 1993.
Em sua homenagem, o estádio nacional do Azerbaijão foi rebatizado com seu nome, sendo o primeiro árbitro homenageado com tal distinção.

## Links
- BBC: Baku memorial for 1966 linesman